# 河南省交通运输厅
河南省交通运输厅是中华人民共和国河南省人民政府主管省内交通运输相关工作的组成部门。

## 机构沿革
1949年5月河南省人民政府成立后，设立交通厅。1969年10月，省交通厅撤销，成立省交通局。1979年交通管理机构恢复，同年12月将省交通局改为省交通厅。2009年3月，河南省进行机构改革，设河南省交通运输厅，将省交通厅的职责划入省交通运输厅，增加指导城市客运职责，强化对各种交通运输方式的统筹协调职责。

## 机构设置
河南省交通运输厅下设以下机构：

### 内设机构
- 办公室
- 政策研究室（行政审批办公室）
- 法规处
- 综合规划处
- 财务审计处
- 人事教育处
- 建设管理处
- 运输管理处
- 安全监督处（应急办公室）
- 科技处
- 执法监督局
- 机关党委
- 离退休干部工作处

### 厅属单位
- 河南省交通事业发展中心
- 河南省运输事业发展中心
- 河南省交通运输发展集团有限公司
- 河南省交通基本建设质量检测站
- 河南省交通工程定额站
- 河南省高速公路联网管理中心
- 河南省交通通信中心
- 河南省邮政安全发展中心
- 河南国家区域性公路应急救援中心
- 河南交通职业技术学院
- 河南交通技师学院
- 河南省交通运输厅机关服务中心

## 历任领导[4]
| 河南省交通厅厅长（1949年5月-1968年、1979年12月-2009年3月） - 杨少桥（1949年5月-1950年9月） - 刘莪青（1950年9月-1955年4月） - 张仲鲁（1955年4月-1958年4月） - 苑春芳（1960年7月-1968年） - 吴道乙（1979年12月-1983年4月） - 李光前（1983年4月-1985年5月） - 曾锦城（1985年5月-1994年10月） - 张昆桐（1994年10月-2000年5月） - 石发亮（2000年5月-2002年12月） - 安惠元（2003年2月-2008年3月） - 董永安（2008年3月-2009年3月） | 河南省交通运输厅厅长（2009年3月至今） - 董永安（2009年3月-2010年12月） - 孙廷喜（2011年6月-2013年7月） - 张 琼（2013年7月-2018年11月） - 刘兴彬（2018年11月-2020年6月） - 李卫东（2020年6月-2021年7月） - 徐 强（2021年7月-）-2023年1月） - 高建立（2023年1月-） |